# Jan Říha (botanik)
Jan Říha (18. září 1947 – 26. září 2022) byl český botanik, kaktusář a popularizátor přírody. Celý život žil v Lysé nad Labem.
Byl autorem publikací o kaktusech a sukulentech, které byly přeloženy do několika jazyků, a stovek odborných článků. Aktivně se podílel na vydávání časopisu Kaktusy.
Popsal nebo rekombinoval 40 rostlinných taxonů včetně nového rodu Cintia (společně s Karlem Knížetem).

## Život
Pěstování kaktusů se věnoval od dětských let.
Po maturitě na gymnáziu v Nymburce vystudoval fyziologii rostlin na Přírodovědecké fakultě Univerzity Karlovy. V roce 1968 absolvoval půlroční stáž na anglické Univerzitě v Readingu. Diplomovou práci napsal na téma osmotických poměrů halofytních rostlin pobřeží Kuby.
Právě studijní pobyt na Kubě v letech 1969-1970 byl pro jeho botanické působení zásadní. Věnoval se kubánské flóře od sukulentů po orchideje a popsal několik nových druhů. Mezinárodní pozornost vzbudilo znovuobjevení lokality Escobaria cubensis.
Kontakty s mezinárodní botanickou špičkou (Helia Bravo, Franz Buxbaum, David Richard Hunt, Eizi Matuda, Hernardo Sánchez-Mejorada, Gordon Rowley) udržoval i po návratu do ČSSR, kdy působil ve Výzkumném ústavu lesnickém na Zbraslavi.

## Dílo
Kolem roku 1975 jej oslovilo nakladatelství Artia s poptávkou na výpravnou knihu o kaktusech pro cizojazyčné publikum. Spolu s Rudolfem Šubíkem, fotografem a inspektorem pražské Botanické zahrady Na Slupi, toho využili k prosazení expedice do Mexika. Výsledkem byla Encyklopedie kaktusů, vydaná v němčině, angličtině, francouzštině, polštině a nakonec i češtině.
Do Latinské Ameriky pak společně během 80. let podnikli ještě několik cest. Jako poradce se s expedicí Orchidea a Krátkým filmem Praha v roce 1985 zúčastnil dokumentace stavu pralesů v povodí řeky Orinoko na území států Venezuely a Kolumbie.
Redakčně se podílel na vydávání časopisu Kaktusy, Aztekium a ročenky Atlas kaktusů. Přispíval také do časopisu Živa.